# Österlo
Österlo är en ort i Stöde socken i Sundsvalls kommun i Västernorrlands län. SCB har för bebyggelsen i orten och östra delen av grannbyn i väster Västerlo avgränsat en småort namnsatt till Österlo och Västerlo (del).